# Austrobaileya scandens
Austrobaileya scandens är en tvåhjärtbladig växtart som beskrevs av C. White. Austrobaileya scandens är ensam i släktet Austrobaileya och i familjen Austrobaileyaceae. Inga underarter finns listade.